# Triumph Tiger 855i
La Triumph Tiger 885 (chiamata inizialmente Tiger 900, ma anche Tiger T400 o semplicemente Tiger) è una motocicletta prodotta dalla casa motociclistica inglese Triumph Motorcycles dal 1993 al 1999.

## Descrizione e storia

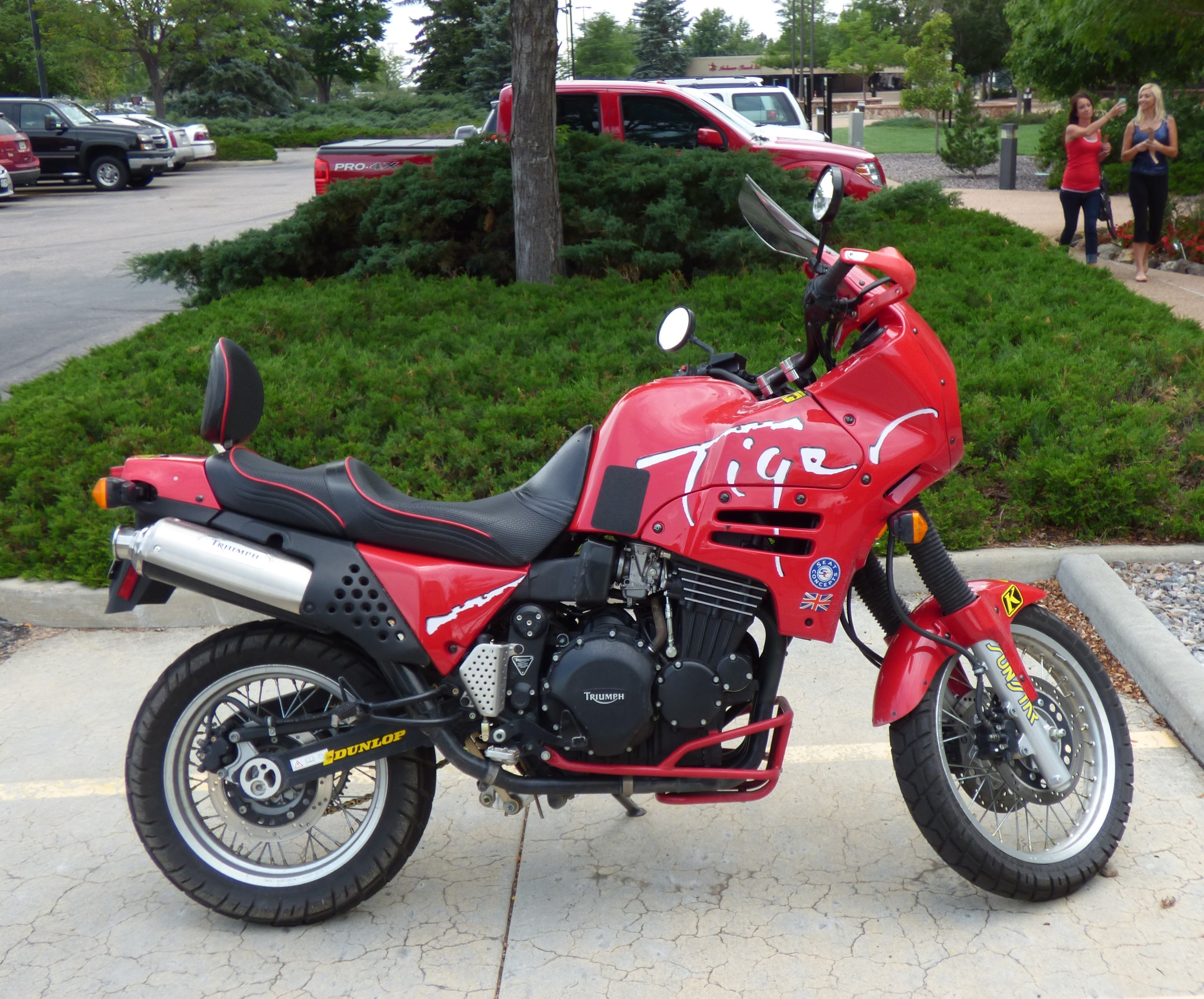

Presentata nel 1993, la Tiger è una enduro di grossa cilindrata. Monta un motore a tre cilindri in linea frontemarcia inclinato in avanti da 885 cc (di derivazione Triumph Daytona 900), con distribuzione bialbero a 12 valvole, alimentato da una batteria di 3 carburatori a depressione Mikuni (o Keihin a seconda delle annate) e coadiuvato da un cambio a 6 marce con trasmissione finale a catena. Le quattro valvole per cilindro sono azionate da due alberi a camme in testa mossi tramite catena. La potenza è di circa  78 CV.
La moto è costruita su di un telaio tubolare in acciaio, coadiuvato da un sistema sospensivo costituito da un forcellone a doppio braccio in alluminio al posteriore e una forcella telescopica all'anteriore (non regolabile).
Nel 1999 è stata pesantemente modificata (modello noto come T709), utilizzando una versione a iniezione del motore da 885 cc. Nel 2001 è stata sostituita dalla Triumph Tiger 955i.